# Pseudochaeta nitida
Pseudochaeta nitida là một loài ruồi trong họ Tachinidae.